# Heinrich Strasser
Heinrich Strasser (Bécs, 1948. október 26. –) válogatott osztrák labdarúgó, hátvéd, edző.

## Pályafutása

### Klubcsapatban
1966 és 1979 között az Admira Wacker,1979 és 1982 között a First Vienna, 1982 és 1984 között az 1. Simmering SC labdarúgója volt. 1984–85-ben a First Vienna csapatában fejezte be az aktív labdarúgást.

### A válogatottban
1969 és 1979 között 26 alkalommal szerepelt az osztrák válogatottban. Tagja volt az 1978-as argentínai és az 1982-es spanyolországi világbajnokságon  részt vevő csapatnak.

### Edzőként
2000 és 2002 között az FC Admira Wacker Mödling, 2008–09-ben a LASK Linz csapatánál dolgozott segédedzőként. 2012–13-ban az USC Perchtoldsdorf vezetőedzője volt.

## Sikerei, díjai
Admira Wacker
- Osztrák kupa
  - döntős: 1979